# Alfonso di Borbone-Borbone
Alfonso di Borbone-Borbone (Madrid, 15 novembre 1866 – Madrid, 28 aprile 1934) è stato un nobile spagnolo, noto principalmente per essere stata la persona documentata con più nomi in assoluto, 88 secondo il conto ufficiale del Guinness World Record.

## Nome
La fama di Alfonso è principalmente legata al fatto di essere, secondo il Guinness World Record, la persona documentata con più nomi in assoluto, 88 secondo il loro conteggio. Il Guinness considera come uno i casi in cui più parole sono legate insieme dal trattino, per cui il conto totale delle parole che precedono il cognome Borbone-Borbone è 115.
Il nome è riportato nel Guinness in spagnolo, nella seguente forma: "Alfonso María Isabel Francisco Eugenio Gabriel Pedro Sebastián Pelayo Fernando Francisco de Paula Pío Miguel Rafael Juan José Joaquín Ana Zacarías Elisabeth Simeón Tereso Pedro Pablo Tadeo Santiago Simón Lucas Juan Mateo Andrés Bartolomé Ambrosio Gerónimo Agustín Bernardo Cándido Gerardo Luis-Gonzaga Filomeno Camilo Cayetano Andrés-Avelino Bruno Joaquín-Picolimini Felipe Luis-Rey-de-Francia Ricardo Esteban-Protomártir Genaro Nicolás Estanislao-de-Koska Lorenzo Vicente Crisóstomo Cristano Darío Ignacio Francisco-Javier Francisco-de-Borja Higona Clemente Esteban-de-Hungría Ladislado Enrique Ildefonso Hermenegildo Carlos-Borromeo Eduardo Francisco-Régis Vicente-Ferrer Pascual Miguel-de-los-Santos Adriano Venancio Valentín Benito José-Oriol Domingo Florencio Alfacio Benére Domingo-de-Silos Ramón Isidro Manuel Antonio Todos-los-Santos de Borbón y Borbón".
In italiano: "Alfonso Maria Isabella Francesco Eugenio Gabriele Pietro Sebastiano Pelayo Ferdinando Francesco di Paola Pio Michele Raffaele Giovanni Giuseppe Gioachino Anna Zaccaria Elisabetta Simone Tereso Pietro Paolo Taddeo Santiago Simone Luca Giovanni Matteo Andrea Bartolomeo Ambrosio Geronimo Agostino Bernardo Candido Gerardo Luigi-Gonzaga Filomeno Camillo Cayetano Andrea-Avellino Bruno Gioacchino-Piccolimini Filippo Luigi-Re-di-Francia Riccardo Stefano-Protomartire Gennaro Nicola Stanislao-di-Koska Lorenzo Vincenzo Crisostomo Cristiano Dario Ignazio Francesco-Saverio Francesco-di-Borgia Higona Clemente Stefano-di-Ungheria Ladislao Enrico Ildefonso Ermenegildo Carlo-Borromeo Edoardo Francesco-Reginaldo Vicente-Ferrero Pasquale Michele-dei-Santi Adriano Venanzio Valentino Benito Giuseppe-Oriol Domenico Florenzo Alfacio Benere Domenico-di-Silo Ramone Isidoro Manuele Antonio di tutti i Santi di Borbone-Borbone".
Il nome eccezionalmente lungo rappresentò il culmine della tendenza spagnola a nominare i bambini, specie quelli reali, in onore di un  numero sempre maggiore di santi. Il trisavolo di Alfonso, Carlo III, aveva solo due nomi, ma il suo bisnonno ne aveva dieci, suo nonno diciassette e suo padre dodici. Mentre detiene ancora il record per più nomi al mondo, non detiene più quello per il nome in assoluto più lungo, infatti è stato superato dal tipografo tedesco Hubert Blaine Wolfe + 585 Sr..

## Biografia
Alfonso nacque il 15 novembre 1866 a Madrid, come quarto figlio Sebastiano di Borbone-Spagna e della sua seconda moglie, sua cugina Maria Cristina di Borbone-Spagna. Nonostante fosse legittimamente nato all'interno di un matrimonio fra due Infanti di Spagna e fosse un discendente diretto di Carlo III di Spagna, alla nascita, com'era stato per i suoi fratelli, gli fu negato di portare lui stesso il titolo di Infante, con la motivazione che il patrimonio paterno era sufficiente a mantenere la famiglia senza attingere ulteriormente ai fondi pubblici che erano per legge concessi a tutti i membri della famiglia reale che lo detenevano. La sua infanzia fu segnata dalle rivolte politiche che costrinsero la sua famiglia all'esilio a Biarritz, in Francia, fra il 1868 e il 1875, quando la monarchia fu restaurata sotto suo cugino Alfonso XII.
Alfonso rimase orfano di padre pochi mesi prima della restaurazione, così la sua tutela e quella dei suoi fratelli fu assunta dal loro regale cugino, che li fece ammettere tutti al prestigioso Theresianum di Vienna. Una volta completata la sua istruzione, Alfonso rientrò in Spagna, dove rifiutò il titolo ducale che gli venne offerto dalla regina reggente Maria Cristina d'Asburgo-Teschen, vedova di Alfonso XII e madre di Alfonso XIII, ritenendo che questo avrebbe sminuito il suo rango di nascita e messo in ombra il nome Borbone. Accettò tuttavia di essere nominato cavaliere dell'Ordine di Alcantara, dell'Ordine di San Benedetto di Aviz e dell'Ordine portoghese di Cristo, nonché presidente della Croce Rossa spagnola.
Nel 1929, a San Sebastian, Alfonso sposò Giulia Mendez-Morales con una cerimonia morganatica, con cui cedette tutti i suoi diritti al trono spagnolo. La coppia non ebbe figli e divorziò nel 1931, quando la monarchia fu nuovamente abolita e fu proclamata la Seconda Repubblica.
Nel 1933, Alfonso fu nominato Principe di Borbone, col trattamento di Altezza, dal re carlista Alfonso Carlo di Borbone. Morì poco dopo, il 28 aprile 1934, a Madrid, e fu sepolto nel Cimitero di San Isidoro.